# Оганян, Баграт
Баграт Оганян (арм. Բագրատ Օհանյան; 5 февраля 1981 — 18 декабря 2021) — армянский боксёр, представитель супертяжёлой весовой категории. Выступал в конце 1990-х — начале 2010-х годов, бронзовый призёр чемпионата Европы, чемпион мира среди юниоров, чемпион Армении, победитель и призёр ряда крупных международных турниров.

## Биография
Баграт Оганян родился 5 февраля 1981 года в Гюмри, Армянская ССР.
Первого серьёзного успеха на международном уровне добился в сезоне 1997 года, когда вошёл в состав армянской сборной и выступил на кадетском европейском первенстве в Битоле, где превзошёл всех соперников в зачёте тяжёлой весовой категории.
В 1998 году в супертяжёлом весе победил на юниорском мировом первенстве в Буэнос-Айресе.
В 1999 году выиграл бронзовую медаль на юниорском европейском первенстве в Риеке, одержал победу на международном турнире «Газета Поморская» в Быдгоще, взял бронзу на турнире «Золотой пояс» в Бухаресте.
На чемпионате Европы 2000 года в Тампере завоевал бронзовую награду в категории свыше 91 кг, уступив в полуфинале итальянцу Паоло Видоцу. Также в этом сезоне стал бронзовым призёром на международном турнире Trofeo Italia в Местре, отметился победой на Кубке Владимира Мономаха во Владимире.
В 2001 году на чемпионате мира в Белфасте был остановлен уже в 1/8 финала представителем Германии Виталием Бутом.
В 2002—2005 годах боксировал на профессиональном уровне, сначала в США, затем в Германии. Одержал семь побед, после чего потерпел одно поражение. Каких-то особенных успехов не добился.
В 2010 году вернулся в любительский бокс, выиграв серебряную медаль на чемпионате Армении в Ереване. Участвовал в Мемориале Странджа в Ямболе.
В 2011 году превзошёл всех соперников на чемпионате Армении в Ереване, стал бронзовым призёром на турнире Гагика Царукяна в Ереване
Был женат, имел двоих детей.
В последние годы жизни страдал от бокового амиотрофического склероза. Умер 18 декабря 2021 года в возрасте 40 лет.